# Malinda

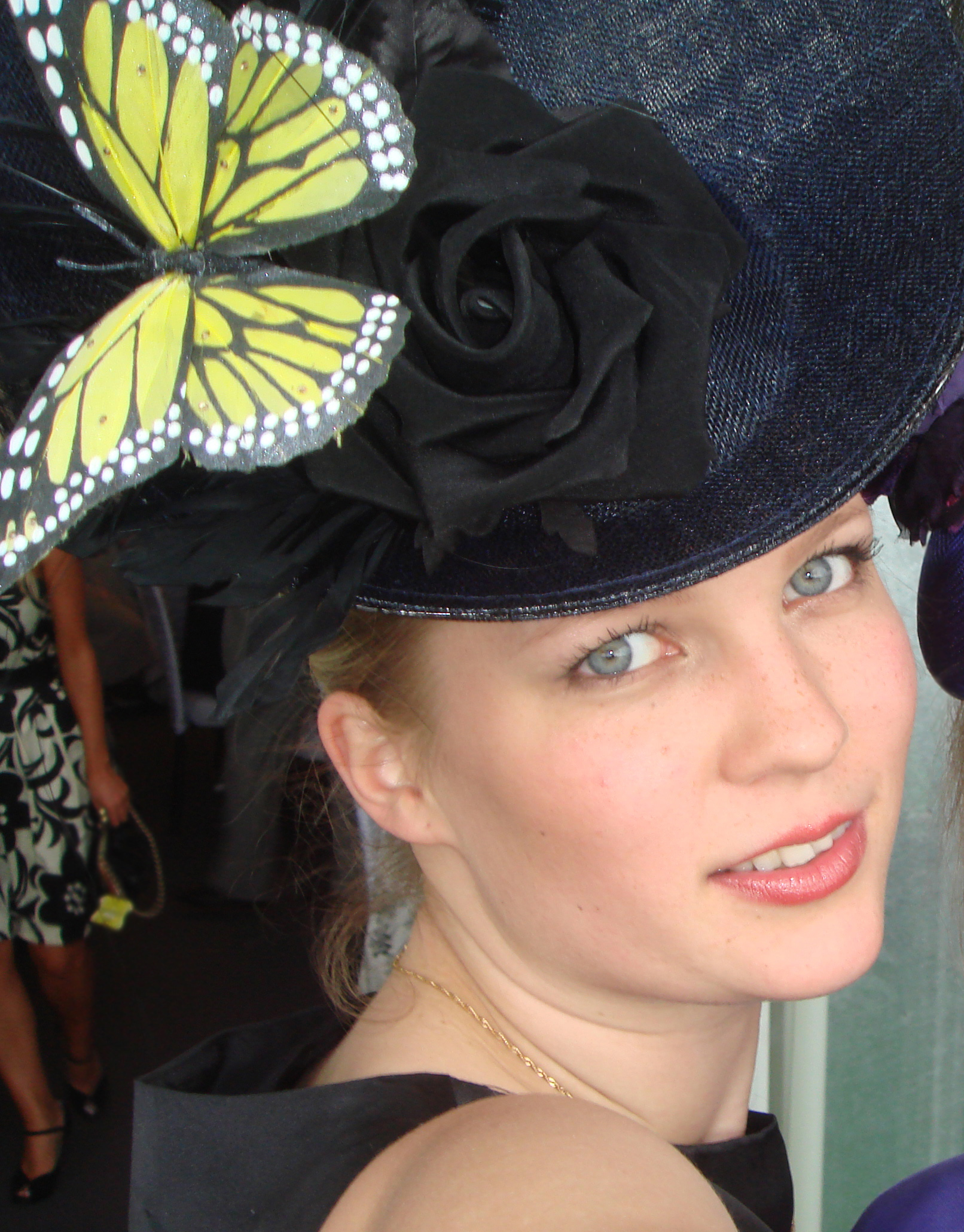
Malinda Damgaard, 2012.

Malinda är ett namn av armeniskt ursprung och betyder "ovärderlig diamant". Den 31 december 2006 fanns det 64 kvinnor och 1 man i Sverige med namnet, 35 av kvinnorna samt mannen hade det som tilltalsnamn/förstanamn.

## Personer med namnet Malinda
- Malinda Damgaard, svensk modist